# Omiodes hallwachsae
Omiodes hallwachsae là một loài bướm đêm trong họ Crambidae.